# Dolores Umbridge
Dolores Jane Umbridge imaginaran je lik iz serije romana o Harryju Potteru, britanske spisateljice J. K. Rowling. Ona je važnija sporedna uloga u serijalu, jedan je od glavnih protivnika Reda feniksa.

## Uloga
Dolores Umbridge je vještica koja radi u Ministarstvu magije kao pomoćnica Ministra magije. Prvi se put pojavila u Harryju Potteru i Redu feniksa na Harryjevu suđenju zbog neovlaštene upotrebe magije. Kasnije saznajemo da je ona ustvari poslala dementore na Harryja kako bi on bio primoran služiti se magijom i tako se ogriješiti o zakon o neovlaštenoj upotrebi magije. Izgledom podsjeća na veliku žabu. 
Umbridgeicu je bivši ministar magije, Cornelius Fudge, predložio za profesoricu Obrane od mračnih sila kad Dumbledore nije mogao naći odgovarajućeg profesora (iako je ona bila daleko od odgovarajuće). Preuzela je mjesto profesorice, i to jedne od najomraženijih u dugoj povijesti Hogwartsa. Iz nastavnog je plana potpuno izbacila praktični dio o upotrebi magije u zaštiti od mračnih sila jer se bojala, kao i cijelo Ministarstvo, da će Albus Dumbledore organizirati vojsku učenika u Hogwartsu koji bi se borili protiv Ministarstva. Uz pomoć ministra polako je uvodila Prosvjetne odredbe - pravila koja su branila mnoge apsurdne stvari, kao što su organiziranja grupa bez njezina dopuštenja i razgovor s profesorima o temama nevezanim za nastavu (kako bi zaustavila osnivanje Dumbledoreove Armije i Snapeove instrukcije iz oklumencije Harryju). 
Harry je nekoliko puta bio kod Umbridgeice u kazni zbog različitih izjava na njenim satovima. Ona ga je kažnjavala tako što je morao nekoliko sati pisati na papiru Ne smijem lagati posebnim perom. Što je više pisao, na nadlakticu mu se sve dublje urezivala ta rečenica. Također je tu kaznu primijenila i na Leeju Jordanu. Hermiona je Harryju našla lijek - esenciju koja je ublažavala bol.
Ministar je Umbridgeici dodijelio status Velike inkvizitorice Hogwartsa te je pomoću tog statusa mogla vršiti procjenu rada drugih profesora. Budući da joj se nisu svidjele nastavne metode Sybill Trelawney i Rubeusa Hagrida, ona ih je odlučila otpustiti. Dumbledore je kao zamjenu profesorici Trelawney doveo Firenza, kentaura iz Zabranjene šume. Kasnije je dovela i aurore koji su pokušali omamiti Hagrida zato što ga se ona željela riješiti bez puno buke. Hagrid je pobjegao s Očnjakom, ali je zato profesorica McGonagall završila u Bolnici svetog Munga za magične ozljede i bolesti zbog pet uroka omamljivanja koji su je pogodili u isto vrijeme, dok je pokušavala zaštititi Hagrida.
Pomoću svojih Prosvjetnih odredbi Umbridgeova je zabranila Harryju te Fredu i Gerogeu Weasleyju da igraju metloboj do kraja života. Zahvaljujući Marietti Edgecombe, saznala je za Dumbledoreovu Armiju te je organizirala Inkvizitorski odred (čiji su članovi bili isključivo učenici iz Slytherina) koji joj je pomogao u hvatanju učenika, članova Dumbledoreove armije. Zajedno s Ministrom htjela je uhititi Dumbledorea kada je on preuzeo krivnju za osnivanje D.A. Nakon što je Dumbledore omamio gotovo sve koji su u tom trenutku bili u njegovom kabinetu i pobjegao, Dolores Umbridge postala je nova ravnateljica Hogwartsa.
Fred i George Weasley poslije njenog imenovanja postali su još gori nego prije. Stalno su stvarali nered te tako otežavali posao novoj ravnateljici. Fred i George napustili su Hogwarts na svojim metlama nedugo prije kraja školske godine, ali su se pobrinuli da iza sebe ostave potpuni nered. Nadahnuti blizancima Weasley i ostali su učenici (a i profesori) počeli izazivati nevolje koje je ravnateljica morala sama sređivati zato što joj nijedan profesor nije želio pomoći. Argus Filch bio je jedini zaposlenik Hogwartsa koji joj je bio odan zato što mu je obećala da će dopustiti kažnjavanje učenika mučenjem.
Kada je Harry pokušao komunicirati sa Siriusom kroz kamin u njenom kabinetu, uhvatila ga je (zajedno s Lunom, Hermionom, Ronom, Nevilleom i Ginny) i htjela na njemu primijeniti kletvu Cruciatus kako bi saznala s kim je želio razgovarati. Harry i Hermiona nadmudrili su je i odveli je u šumu, kako bi joj pokazali oružje pomoću kojeg će Dumbledore napasti Ministarstvo, a usvari su je odveli do krda kentaura. Kentauri su je napali i zarobili zato što ih je uvrijedila, ali kasnije ju je spasio Dumbledore.
Na posljednjoj večeri u Hogwartsu, učenici i profesori napali su je gađajući je raznim predmetima, a profesorica McGonagall čak je dala štap kućnom duhu Peevesu da udara Umbridgeicu po glavi.
U Harryju Potteru i Princu miješane krvi saznajemo da Dolores Umbridge još radi u Ministarstvu, a pojavila se samo na kraju knjige, na Dumbledoreovu pogrebu. 
U Harryju Potteru i Darovima Smrti Dolores Umbridge je otkupila Slytherinov medaljon od Mundungusa Fletchera, koji ga je ukrao iz Siriusove kuće. Medaljon je jedan od Voldemortovih horkruksa. Kroz radnju saznajemo da je Umbridge glavna članica komisije za popisivanje čarobnjaka i vještica bezjačkog porijekla. Ona kroz taj položaj provodi svoju strahovladu i teror nad osobama čija su oba roditelja bezjaci. Na vratima svoga ureda ima magično oko Alastora Moodyja, kojim špijunira druge zaposlenike. 

## Zanimljivosti
- U vrijeme planiranja Harry Pottera i Reda feniksa profesorica Umbridge trebala se zvati Elvira.
- Dolores Umbridge slovi kao jedna od najomraženijih filmskih likova svih vremena, mnogi Harry Potter obožavatelji iako nisu osjećali neku pretjeranu odbojnost prema Lordu Voldemortu ili nekim drugim zlikovcima iz serijala zgrozili su se s Dolores Umbridge.
- Čak i sama njezina glumica u filmskom serijalu Imelda Stauton mrzila je Doloresičin lik.

## Navigacija
| Prethodnik Albus Dumbledore | Ravnateljica Hogwartsa (veljača 1996. - lipanj 1996.) | Nasljednik Albus Dumbledore |

| Prethodnik Barty Crouch ml. prerušen u Alastora Moodyja | Profesorica Obrane od mračnih sila u Hogwartsu (rujan 1995. - lipanj 1996.) | Nasljednik Severus Snape |